# Трав'янка білошия
Трав'янка білошия (Saxicola maurus) — невеликий комахоїдний горобцеподібний птах, що раніше класифікувався як підвид чорноголової трав'янки (Saxicola torquata). Птах гніздиться в помірних районах Азії на південь до Гімалаїв і західного Китаю та на захід до європейської частини Росії та Туреччини, а на зиму мігрує до південної Японії, Таїланду та Індії.